# (26120) 1991 VZ2
(26120) 1991 VZ2 est un astéroïde aréocroiseur découvert en 1991.

## Description
(26120) 1991 VZ2 a été découvert le 5 novembre 1991 à l'observatoire astronomique Dynic, basé à Kyoto, au Japon, par Atsushi Sugie.

### Caractéristiques orbitales
L'orbite de cet astéroïde est caractérisée par un demi-grand axe de 2,32 UA, un périhélie de 1,50 UA, une excentricité de 0,35 et une inclinaison de 3,99° par rapport à l'écliptique. Du fait de ces caractéristiques, à savoir un demi-grand axe inférieur à 3,2 UA et un périhélie compris entre 1,3 et 1,666 UA, il croise l'orbite de Mars et est classé, selon la JPL Small-Body Database, comme astéroïde aréocroiseur (aréo venant de Arès).

### Caractéristiques physiques
(26120) 1991 VZ2 a une magnitude absolue (H) de 15,1 et un albédo estimé à 0,100.